# Aeropuerto de Huesca-Pirineos
El Aeropuerto de Huesca-Pirineos (IATA: HSK, OACI: LEHC) está ubicado 10,5 km al sureste de la ciudad de Huesca, (comunidad autónoma de Aragón, España), entre los términos municipales de Alcalá del Obispo y Monflorite. Su emplazamiento resulta privilegiado en la comunicación con el Pirineo aragonés, referente obligado para los aficionados al esquí, ya que en él se encuentran algunas de las principales estaciones del país.

## Reforma del aeropuerto
Para dotarlo de unas instalaciones modernas, capaces de atender, dentro de unos adecuados niveles de seguridad y calidad, la demanda de tráfico aéreo, Aena ha ejecutado importantes obras de infraestructuras por valor de unos 60 millones de euros, consistentes fundamentalmente en la construcción de una nueva Área Terminal y un nuevo Campo de Vuelos que respondían a una previsión de demanda de unos 160.000 pasajeros/año. Declarado aeropuerto de interés general e incorporado a la red de Aena en octubre de 2000, el aeropuerto se encuentra abierto para operaciones de vuelo visual desde el 21 de diciembre de 2006. El 10 de mayo entraron en vigor los procedimientos instrumentales basados en el nuevo VOR/DME que se ha instalado.
Actualmente existen dos zonas de vuelo diferenciadas pero no independientes, una para uso exclusivo de los planeadores y otra para las aeronaves con motor. De esto modo se pretendía asegurar la compatibilidad de ambos tipos de aeronaves y satisfacer uno de los requerimientos del Plan Director. 
También contaba con una escuela privada de pilotos de vuelo comercial.

## Tráfico
El primer vuelo entre Huesca y La Coruña fue el del Club Balonmano Huesca, que se dirigían a jugar un partido en la ciudad gallega.
Durante la temporada de invierno 2007/2008, Air Nostrum (con Pyrenair como operador) estableció vuelos puntuales entre Huesca y los aeropuertos de La Coruña, Madrid, Valencia y Lisboa.
Posteriormente, en la temporada de invierno 2008/2009, la misma compañía enlazó el aeropuerto de Huesca-Pirineos con los siguientes destinos: Madrid, La Coruña, Sevilla, Palma de Mallorca, y Gran Canaria. Además, Monarch Airlines enlazó con Londres-Gatwick mediante un acuerdo con el Gobierno de Aragón para que perseguía atraer el turismo británico a las estaciones de esquí del pirineo aragonés.
En 2009 y tras una larga sucesión de incidentes y accidentes, la Agencia Estatal de Seguridad Aérea (AESA) declaró incompatible la actividad original del aeropuerto (vuelo sin motor) con la actividad comercial a la vez que reconocía defectos de ejecución en el proyecto que incluían incumplimientos de la normativa internacional. Con ello se contradecía el Plan Director en vigor.
En la temporada de invierno 2009/2010, el aeropuerto de Huesca-Pirineos contaba con las siguientes compañías aéreas y destinos: 
- Compañía Air Nostrum Líneas Aéreas del Mediterráneo (operado por Pyrenair): Madrid, La Coruña, Palma de Mallorca y Valencia.
- Compañía Thomson Airways: Londres Gatwick.
A partir del mes de febrero de 2011 el aeropuerto, tras el cese de actividades de Pyrenair y de la escuela de pilotos de TopFly queda sin ningún tipo de actividad comercial.
En septiembre de 2013, el aeropuerto de Huesca cierra la puerta al Vuelo sin Motor, la actividad que le dio origen en el año 1931.

## Estadísticas

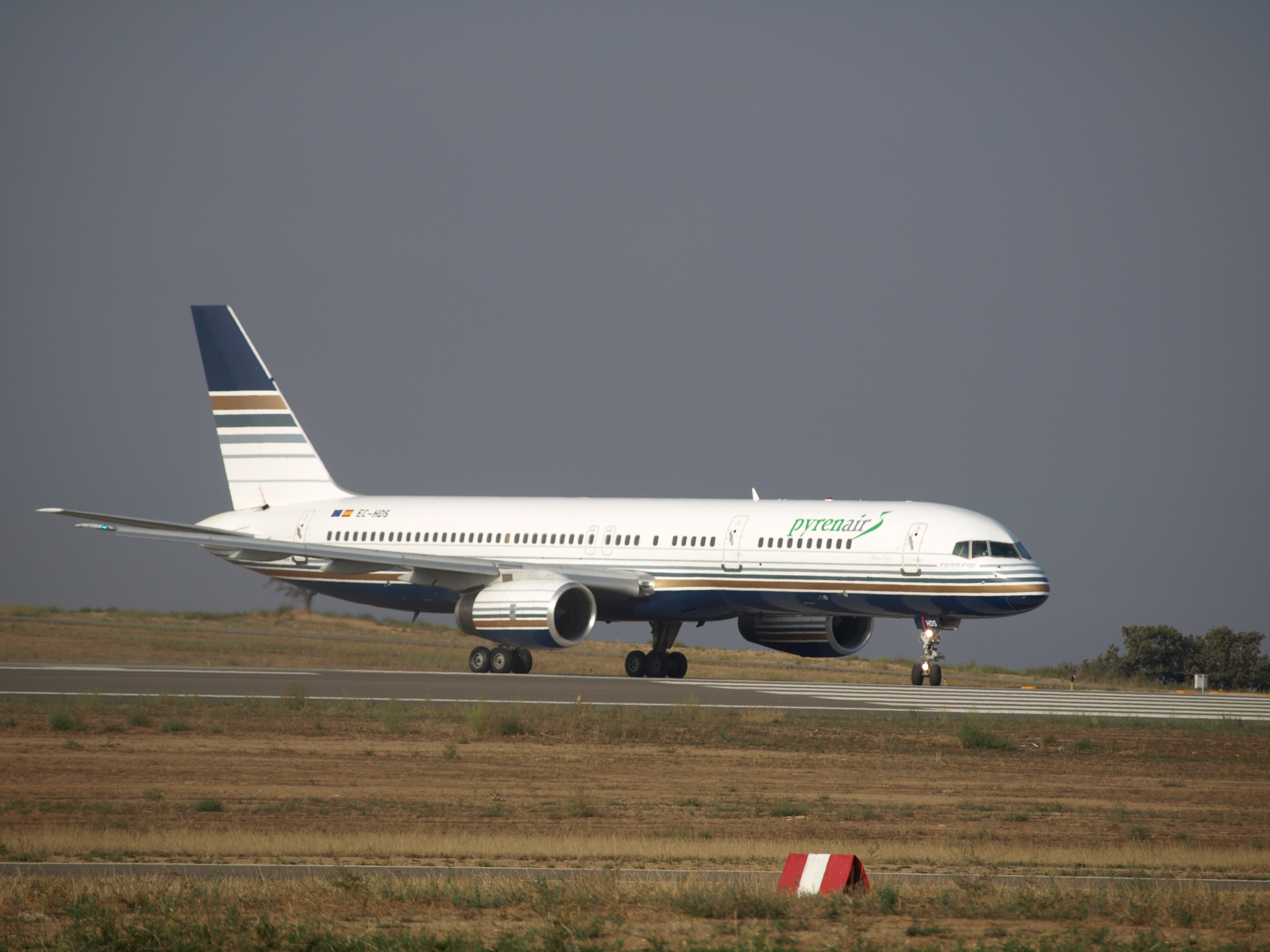
Primer aterrizaje comercial en Huesca-Pirineos

Ver fuente y consulta Wikidata.
| \| \| Pasajeros \| \| Operaciones \| Cargas (toneladas) \| \| ------------------------------------- \| --------- \| \| ----------- \| ------------------ \| \| 2007 \| 1.386 \| \| 9.380 \| 0 \| \| 2008 \| 3.982 \| \| 19.415 \| 0 \| \| 2009 \| 6.228 \| \| 21.441 \| 0 \| \| 2010 \| 5.906 \| \| 11.388 \| 0 \| \| 2011 \| 2.781 \| \| 3.452 \| 0 \| \| 2012 \| 1.313 \| \| 2.446 \| 0 \| \| 2013 \| 273 \| \| 1.640 \| 0 \| \| 2014 \| 262 \| \| 890 \| 0 \| \| 2015 \| 242 \| \| 2.633 \| 0 \| \| 2016 \| 95 \| \| 4.684 \| 0 \| \| 2017 \| 257 \| \| 7.762 \| 0 \| \| 2018 \| 1.473 \| \| 9.477 \| 0 \| \| 2019 \| 622 \| \| 9198 \| 0 \| \| 2020 \| 1530 \| \| 2435 \| 0 \| \| 2021 \| 1229 \| \| 2432 \| 0 \| \| 2022 \| 324 \| \| 1247 \| 0 \| \| 2023 \| 276 \| \| 1336 \| 0 \| \| 2024 \| 488 \| \| 1743 \| 0 \| \| Fuente: Aena, Estadísticas Tráfico[3] \| \| \| \| \| |           |  |             |                    |
| | Pasajeros |  | Operaciones | Cargas (toneladas) |
| 2007 | 1.386     |  | 9.380       | 0                  |
| 2008 | 3.982     |  | 19.415      | 0                  |
| 2009 | 6.228     |  | 21.441      | 0                  |
| 2010 | 5.906     |  | 11.388      | 0                  |
| 2011 | 2.781     |  | 3.452       | 0                  |
| 2012 | 1.313     |  | 2.446       | 0                  |
| 2013 | 273       |  | 1.640       | 0                  |
| 2014 | 262       |  | 890         | 0                  |
| 2015 | 242       |  | 2.633       | 0                  |
| 2016 | 95        |  | 4.684       | 0                  |
| 2017 | 257       |  | 7.762       | 0                  |
| 2018 | 1.473     |  | 9.477       | 0                  |
| 2019 | 622       |  | 9198        | 0                  |
| 2020 | 1530      |  | 2435        | 0                  |
| 2021 | 1229      |  | 2432        | 0                  |
| 2022 | 324       |  | 1247        | 0                  |
| 2023 | 276       |  | 1336        | 0                  |
| 2024 | 488       |  | 1743        | 0                  |
| Fuente: Aena, Estadísticas Tráfico |           |  |             |                    |